# Tim Powers
Timothy Thomas Powers (n. 29 februarie 1952, Buffalo, New York, SUA)  este un scriitor  american de science fiction și fantezie. A primit Premiul Locus pentru cel mai bun roman de fantezie.

## Lucrări scrise

### Romane
- The Skies Discrowned (1976)
- An Epitaph in Rust (1976)
- The Drawing of the Dark (1976)
- The Anubis Gates (1983)
- Dinner at Deviant's Palace (1985)
- On Stranger Tides (1987)
- The Stress of Her Regard (1989)
- Declare (2001)
- Powers of Two (2004)
- Three Days to Never (2006)
- Hide Me Among the Graves (2012)
- Medusa's Web (2016)
- Alternate Routes (august 2018)
- More Walls Broken (februarie 2019)
- Forced Perspectives (martie 2020)

Seria Fault Lines
- Last Call (1992)
- Expiration Date (1996)
- Earthquake Weather (1997)

### Colecții de povestiri
- Night Moves and Other Stories (2000)
- On Pirates, de James P. Blaylock și Powers ca William Ashbless (2001)
- The Devils in the Details (cu James Blaylock) (2003)
- Strange Itineraries (2005)
- The Bible Repairman and Other Stories (2011)
- Down and Out in Purgatory: The Collected Stories of Tim Powers (2017)

## Traduceri
- Regele pescar (The Drawing of the Dark), Editura Baricada, 1993, traducere de Iulia Kreiner și Doina Lereanu[17][18]
- Palatul mutantului (Dinner at Deviant's Palace), Editura Baricada, Colecția Fantasia 305, 1994, traducere de Radu Paraschivescu[19][20]
- Pe ape și mai tulburi (On Stranger Tides), Editura Voyager, traducere de Ana Veronica Mircea, 2011[21]

## Legături externe
- Tim Powers la Internet Speculative Fiction Database